# Łyska rogata
Łyska rogata (Fulica cornuta) – gatunek dużego, wodnego ptaka z rodziny chruścieli (Rallidae), zamieszkujący zachodnią część Ameryki Południowej. Bliski zagrożenia wyginięciem.
TaksonomiaZostała opisana przez Karola Lucjana Bonapartego w 1853 roku na podstawie okazu pochodzącego z okolic miasta Potosí w boliwijskich Andach. Nie wyróżnia się podgatunków.
Zasięg występowaniaWystępuje w Andach w północno-zachodniej Argentynie, południowo-zachodniej Boliwii i północno-wschodnim Chile.
MorfologiaJest cała czarna. Swą nazwę wzięła od wystającego do przodu czuba na czole. Dziób jest żółty z czarnym zakończeniem, a nogi zgniłozielone. Ma bardzo krótki ogon, niemal niewidoczny, kontrastujący z białymi pokrywami podogonowymi.
WymiaryCałkowita długość to 46–62 cm, czyli 18–24 cali. Jest więc większa od łyski zwyczajnej. Masa ciała jednego zważonego samca wynosiła 2,1 kg, dwóch samic – 1,6 i 1,9 kg.
BiotopZasiedla ona jeziora na wysokości 3000–5200 m n.p.m.
LęgiRozmnaża się od listopada do stycznia. Lęgi zakłada w koloniach po około 80 par. Swe gniazdo buduje na dnie jeziora. Wystaje ono ponad powierzchnię wody nawet 1 m. Ma podstawę z patyków albo kamieni. Gatunek monogamiczny. Składa 3–5 jaj.
StatusMiędzynarodowa Unia Ochrony Przyrody (IUCN) od 2000 roku klasyfikuje łyskę rogatą jako gatunek bliski zagrożenia (NT); wcześniej – w 1994 i 1996 roku – nadała mu status gatunku narażonego na wyginięcie (VU). Populacja to około 10 000–20 000 osobników, z czego około 620 zamieszkuje Chile. Trend liczebności populacji uznawany jest za spadkowy ze względu na niszczenie siedlisk oraz polowania.